# Cerovo, Slovacia
Cerovo este o comună slovacă, aflată în districtul Krupina din regiunea Banská Bystrica. Localitatea se află la altitudinea de 468 m deasupra n.m., se întinde pe o suprafață de 30,28 km2 și în 2017 număra 589 de locuitori.

## Istoric
Localitatea Cerovo este atestată documentar din 1275.

## Demografie
| An:                | 1994 | 2004    | 2014   | 2024   |
| ------------------ | ---- | ------- | ------ | ------ |
| Număr de persoane: | 656  | 578     | 573    | 562    |
| Diferență:         |      | −11,89% | −0,86% | −1,91% |

| An:                | 2023 | 2024   |
| ------------------ | ---- | ------ |
| Număr de persoane: | 558  | 562    |
| Diferență:         |      | +0,71% |